# FK Łubnie
FK Łubnie (ukr. Футбольний клуб «Лубни», Futbolnyj Kłub "Łubny") – ukraiński klub piłkarski z siedzibą w Łubnie, w obwodzie połtawskim.

## Historia
Chronologia nazw:
- 19??—1984: Zirka Łubnie (ukr. «Зірка» Лубни)
- 1985—200?: Suła Łubnie (ukr. «Сула» Лубни)
- 2003—2008: FK Łubnie (ukr. ФК «Лубни»)
- 2009: Suła Łubnie (ukr. «Сула» Лубни)
- 2010—...: FK Łubnie (ukr. ФК «Лубни»)

Drużyna piłkarska Zirka została założona w mieście Łubnie w XX wieku i reprezentowała jednostkę wojskową bazującą w miejscowości. Zespół występował w rozgrywkach mistrzostw i Pucharu obwodu połtawskiego.
W 1985 na bazie Zirki został założony klub o nazwie Suła Łubnie.
Od początku rozgrywek w niezależnej Ukrainie klub występował w rozgrywkach Mistrzostw Ukrainy spośród zespołów kultury fizycznej. W sezonie 1992/93 zajął ósme miejsce w 4 grupie, a w następnym drugie w 3 grupie, co pozwoliło w sezonie 1994/95 debiutować w Trzeciej Lidze. Ale już w maju 1995 z przyczyn finansowych zrezygnował z dalszych występów na szczeblu profesjonalnym. Klub został pozbawiony statusu profesjonalnego, a w pozostałych meczach uznano porażki techniczne -:+.
Potem występował w rozgrywkach mistrzostw i Pucharu obwodu połtawskiego. W 2003 zmienił nazwę na FK Łubnie, ale w 2009 przywrócił nazwę Suła Łubnie. W 2010 powrócił do nazwy FK Łubnie.

## Sukcesy
- Tretia Liha:

19. miejsce: 1994/95
- Puchar Ukrainy:

1/32 finału: 1993/94
- mistrzostwo obwodu połtawskiego:

mistrz: 1983
- Puchar obwodu połtawskiego:

zdobywca (8x): 1987, 1989, 1990, 1991, 1998, 2001, 2006, 2007